# Olga Kaniskina
Olga Nikołajewna Kaniskina (ros. Ольга Николаевна Канискина; ur. 19 stycznia 1985) – rosyjska lekkoatletka specjalizująca się w chodzie sportowym.
Mistrzyni olimpijska z Pekinu, wicemistrzyni olimpijska z Londynu, trzykrotna mistrzyni świata (2007 & 2009 i 2011). Srebrna (2006) i złota (2010) medalistka mistrzostw Europy. Pierwszy duży międzynarodowy sukces odniosła w 2005 roku, kiedy zdobyła srebro młodzieżowych mistrzostw Europy. Ma 161 cm wzrostu, waży 45 kg. W 2015 roku została zdyskwalifikowana na 3 lata i 2 miesiące za stosowanie dopingu, w związku z czym została pozbawiona tytułu wicemistrzyni olimpijskiej z Londynu oraz mistrzyni świata z 2009 i 2011 roku.

## Rekordy życiowe
| Konkurencja           | Czas    | Data           | Miejsce |
| --------------------- | ------- | -------------- | ------- |
| Chód na 10 kilometrów | 41:42   | 30 maja 2009   | Kraków  |
| Chód na 20 kilometrów | 1:24:56 | 28 lutego 2009 | Adler   |